# ボ・カープ
ボ・カープ（アフリカーンス語: 英語: Bo-Kaap）は、南アフリカ共和国西ケープ州ケープタウンにある地区。
南アフリカ文化遺産庁によると、「1850年以前の建築物が国内で最も多く集中しており、ケープタウンで現存する最古の住宅街である」と説明している。

## 概要
以前は「マレー・クォーター」の名称で知られていた。一帯は街の中心部の上方、シグナル・ヒルの斜面に場所を定めており、ケープタウンにおいて南アメリカにおける民族コミュニティの一つ、ケープマレーの文化の歴史的な中心地となっている。
ボ・カープでは伝統的に、歴史に富み多民族の文化が入り組む地域である。地域の特徴として、様々な色彩が壁に用いられた、石製の家屋が建ち並ぶストリートでよく知られている。

## 歴史
2019年5月、ボ・カープの19か所が南アフリカのNathi Mthethwa芸術文化大臣から南アフリカの遺産地域の指定を受けた。

## ギャラリー

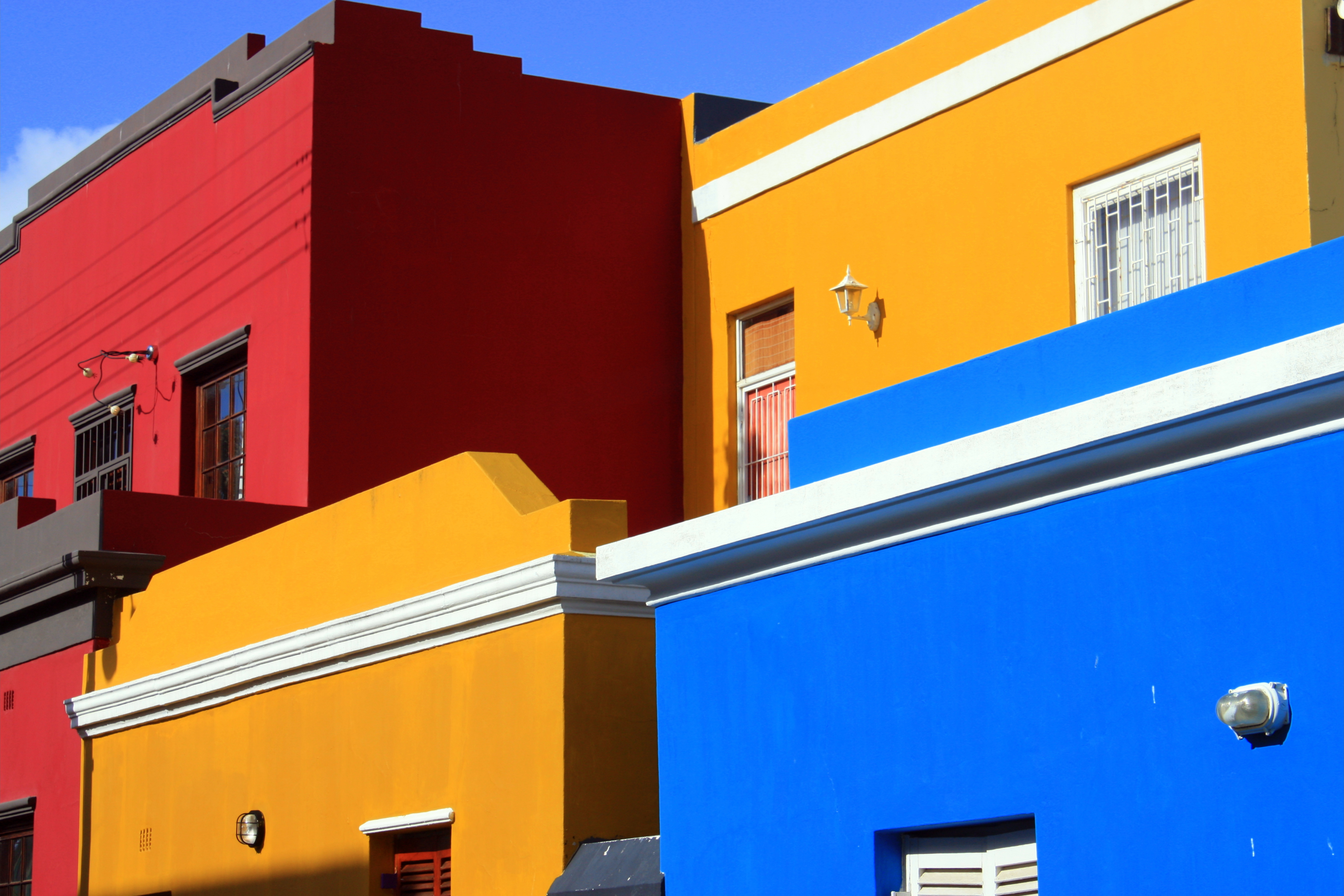
原色の建物
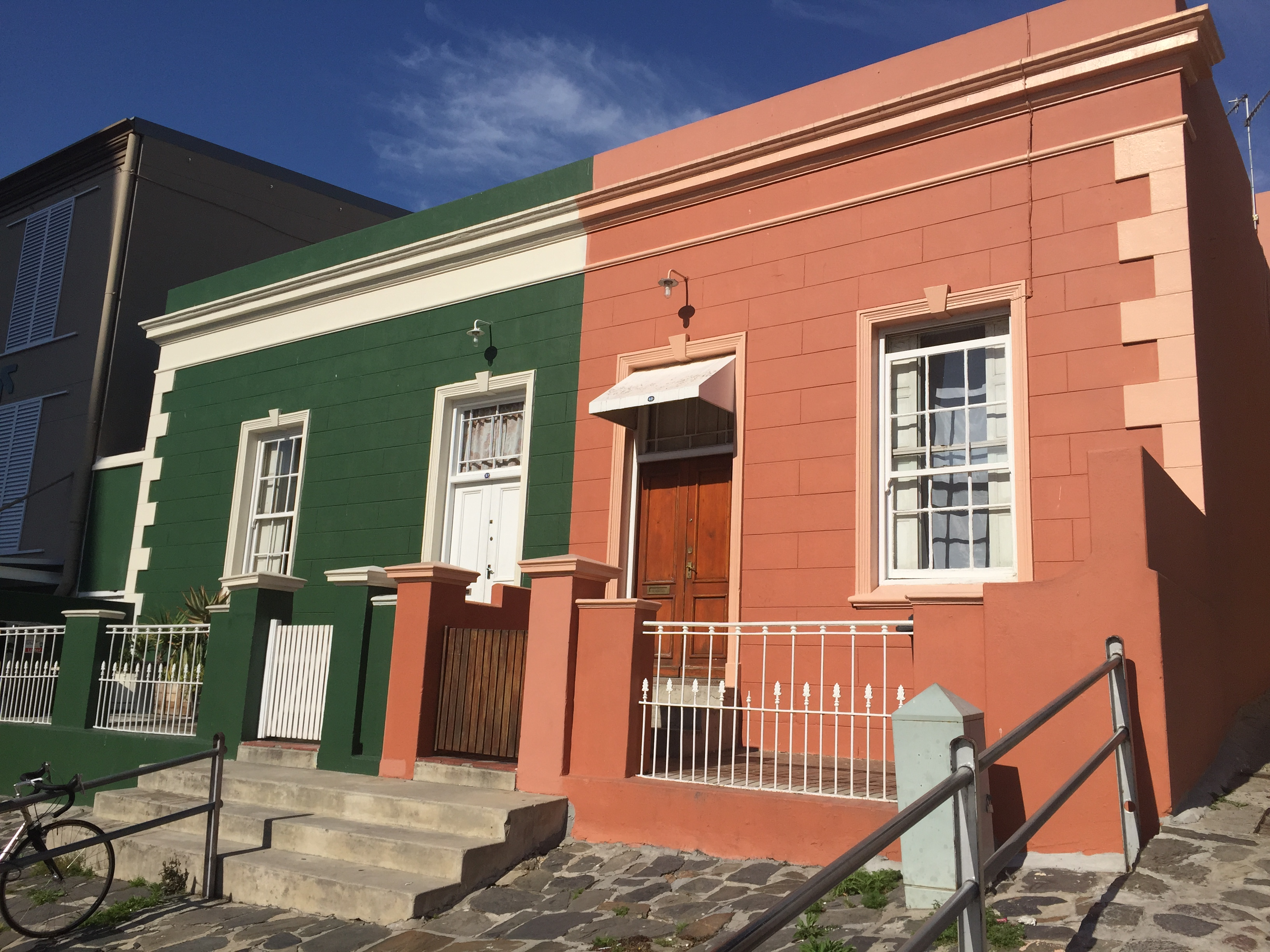
イギリス風の建物
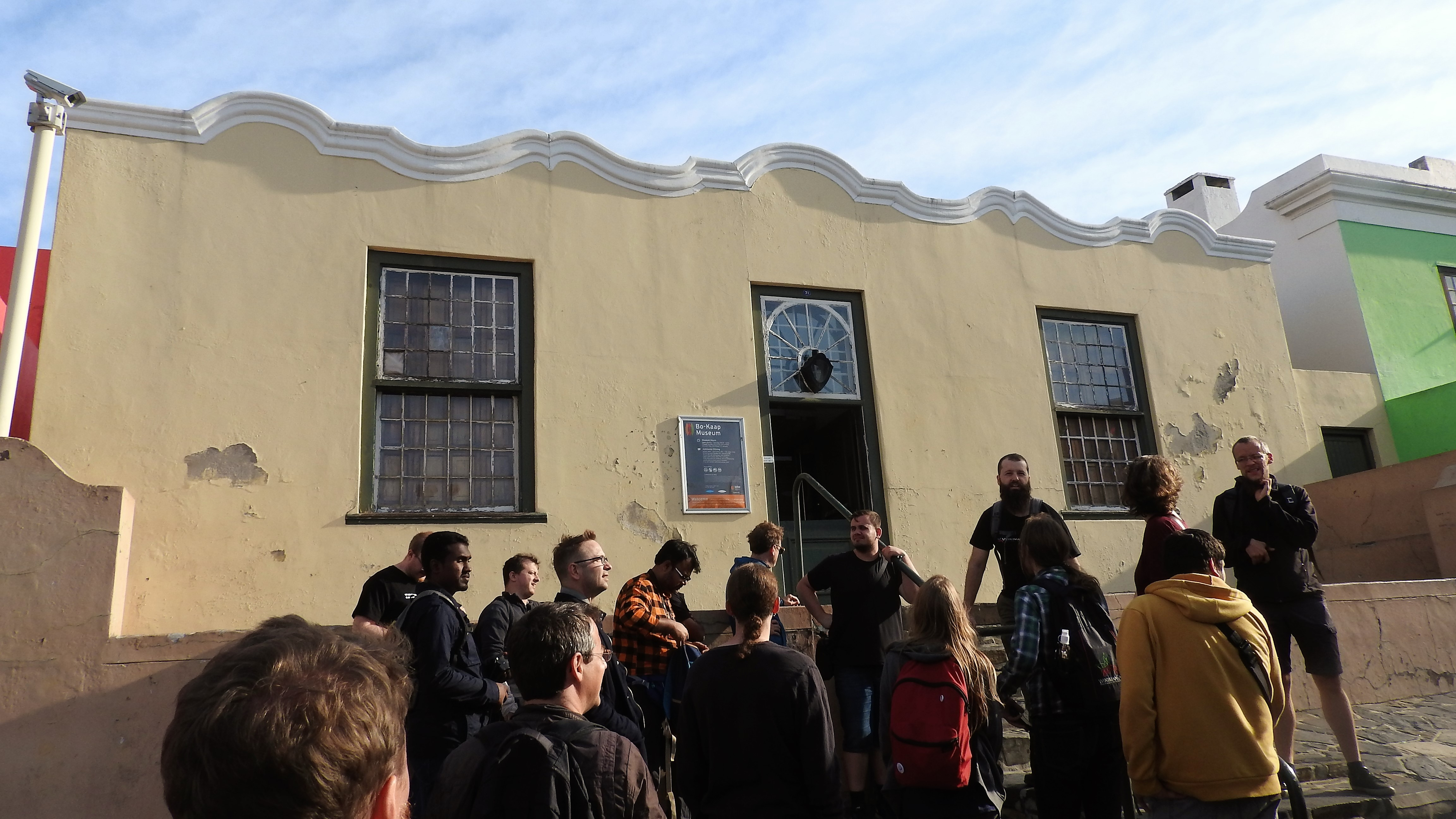
ボ・カープ博物館
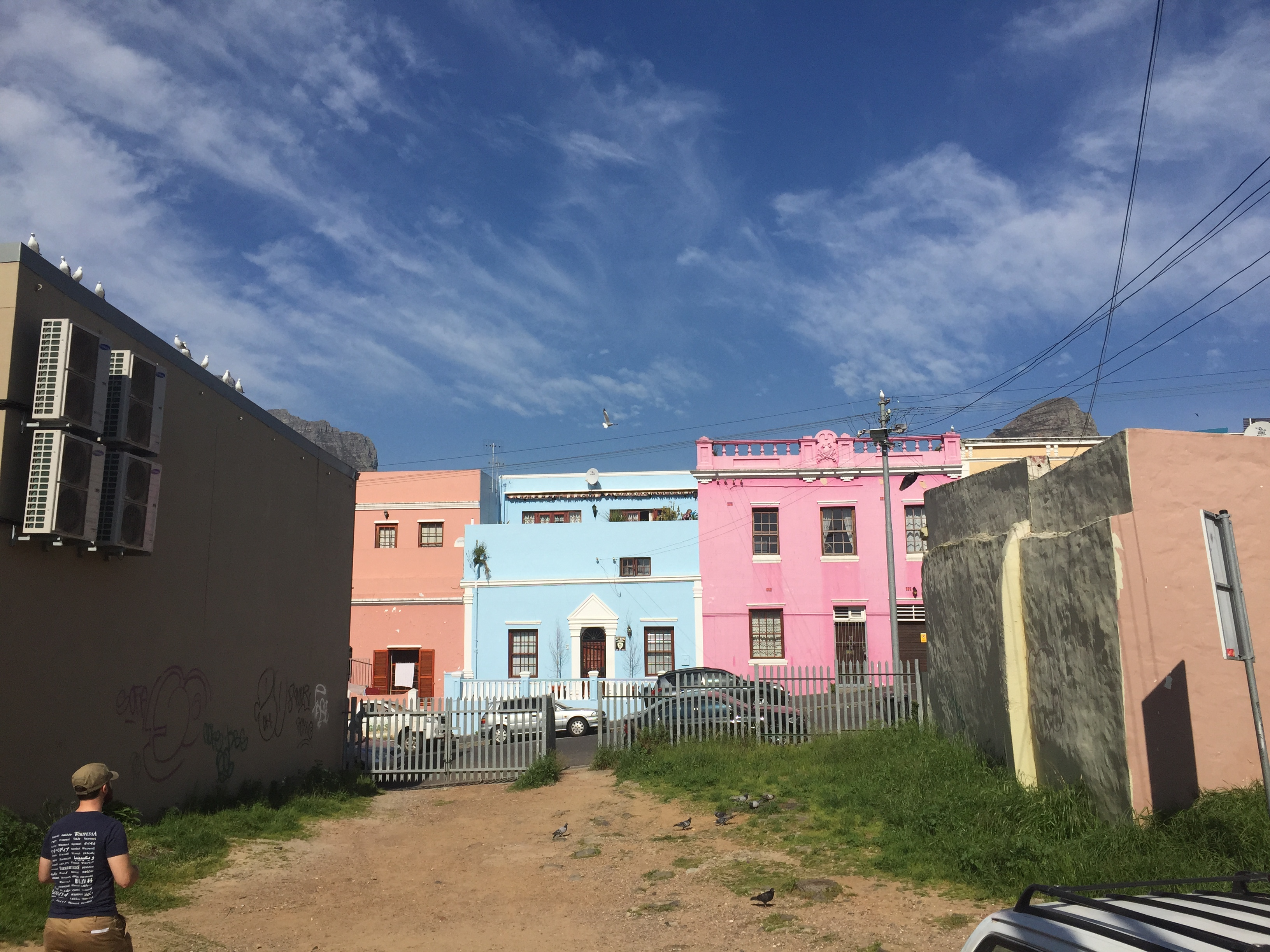
ボ・カープ博物館の裏
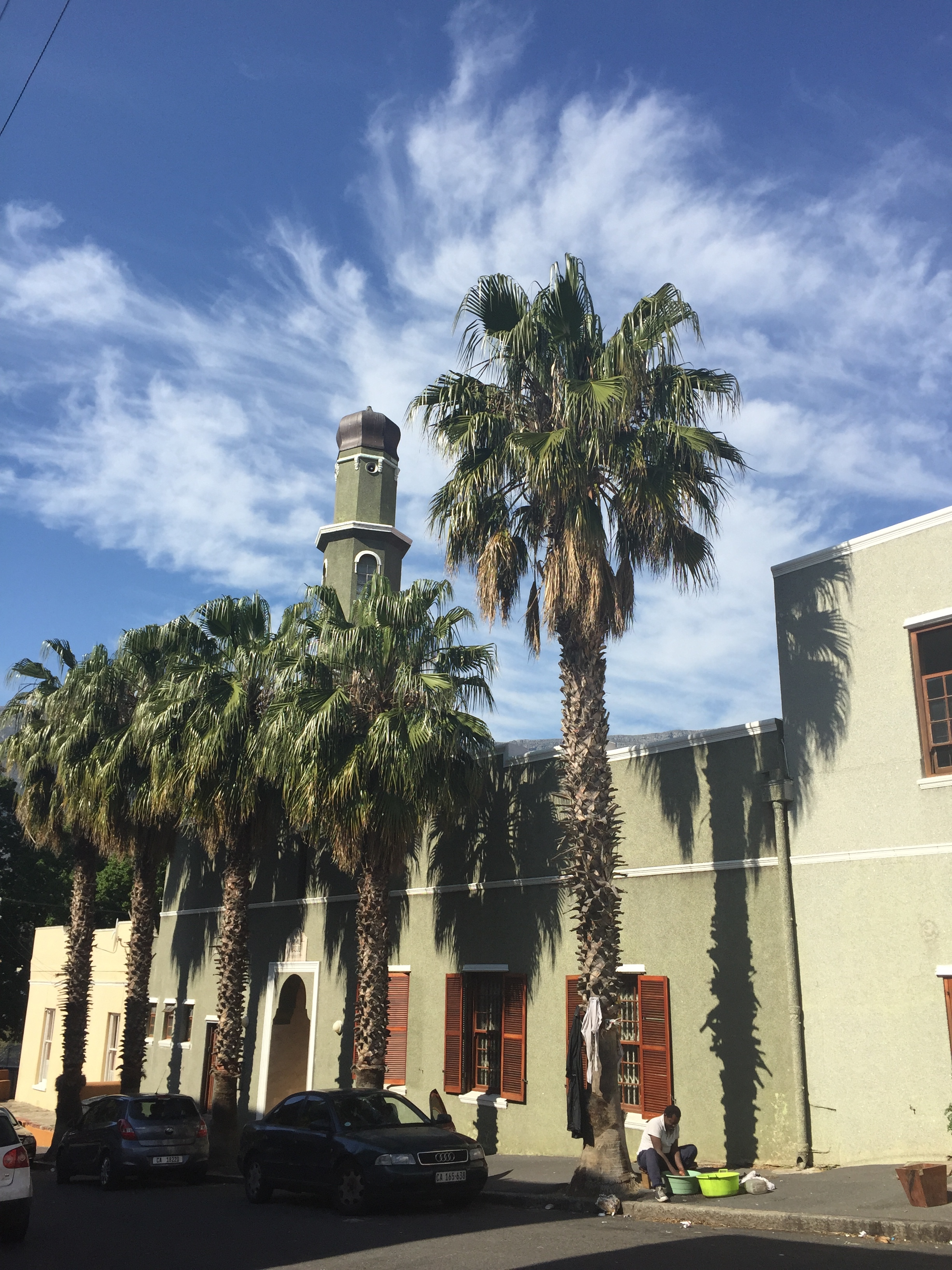
南アフリカ最古のアウワルモスク
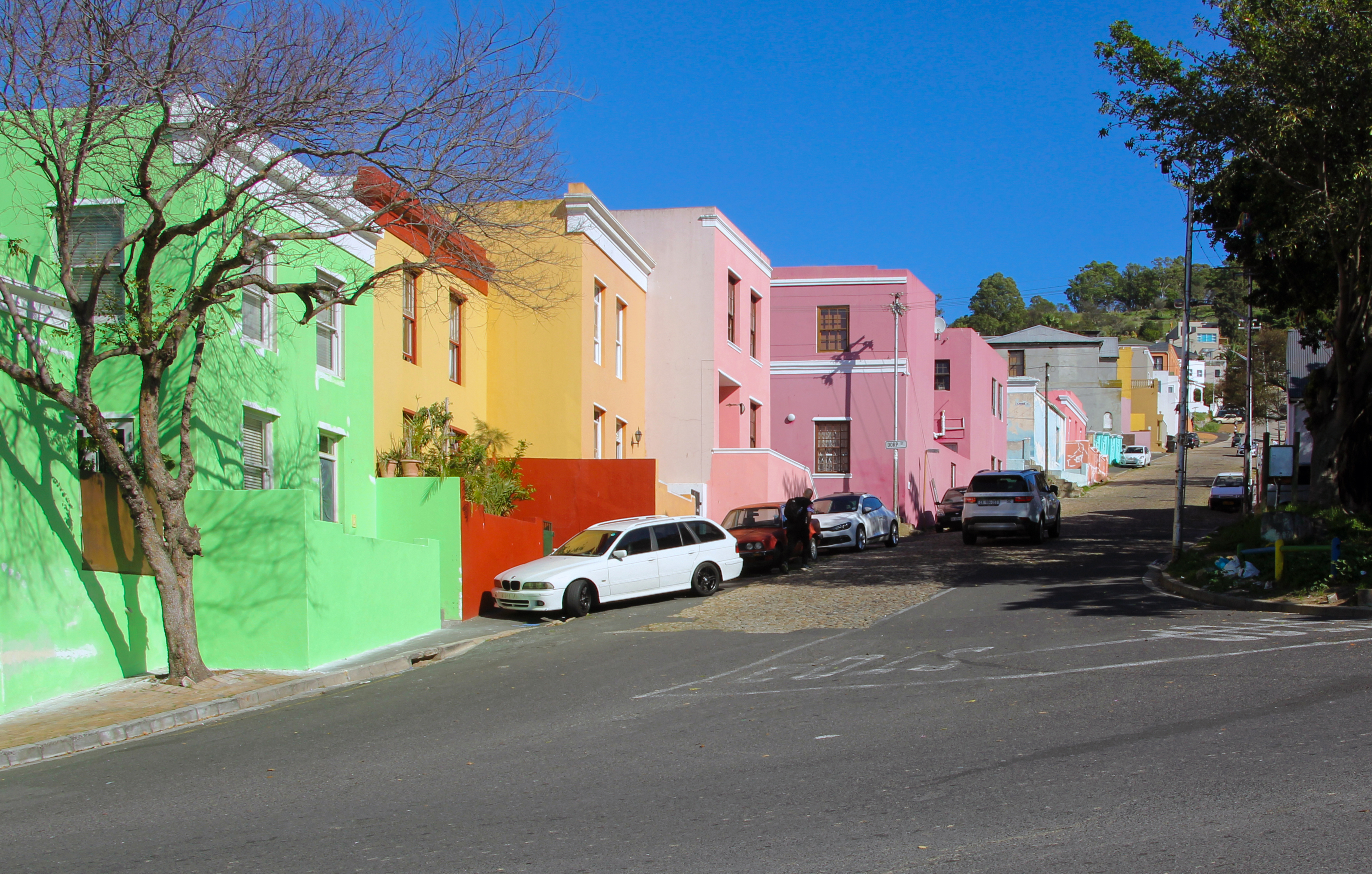
ペンツストリート
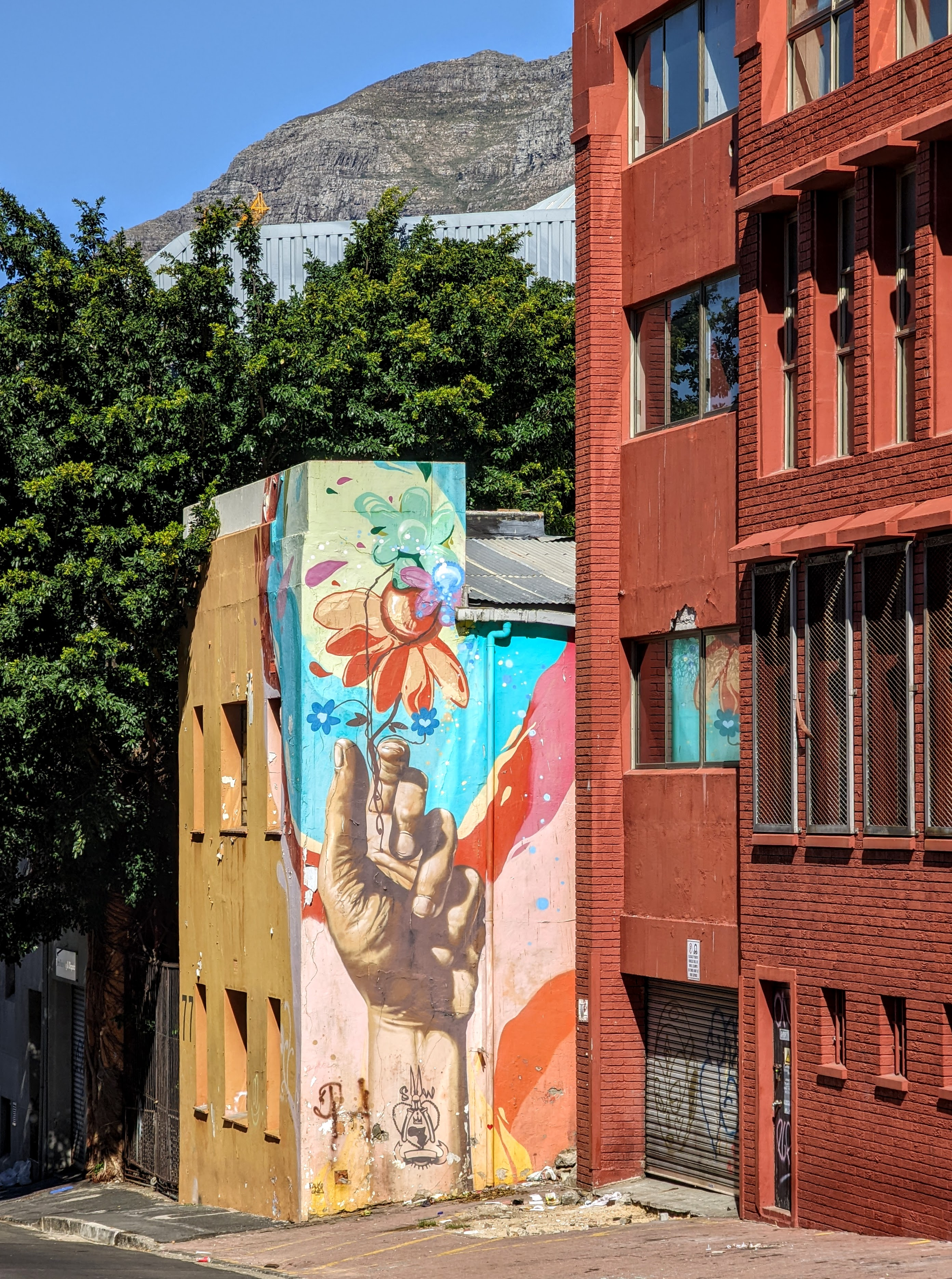
ローズ・ストリートから見たショートマーケット・ストリート

## 構成

### ボ・カープ博物館
ボ・カープ地区には、1760年代に建てられた博物館があり、未だに原形をとどめる区域内で最も古い建造物となっている。博物館は定住していた初期の頃のムスリム達により行われた、文化的な貢献を中心とする資料を収蔵する。こうしたムスリム達の多くは秀でた洋裁師、大工、靴直し、そして建築者であったという。館内にはケープ地域の見事な食卓やイス、花嫁衣装に合う装飾を施された婚礼の部屋等、19世紀の家具を収容している。
博物館はその「ヴーアストープ (voorstoep) 」と呼ばれる建築によって見分けがつく。これはケープ・ムスリム文化に偏向した側面を強調する、両端にベンチを備えたテラスが建物の前面にあるタイプの様式である。